# Пейсы

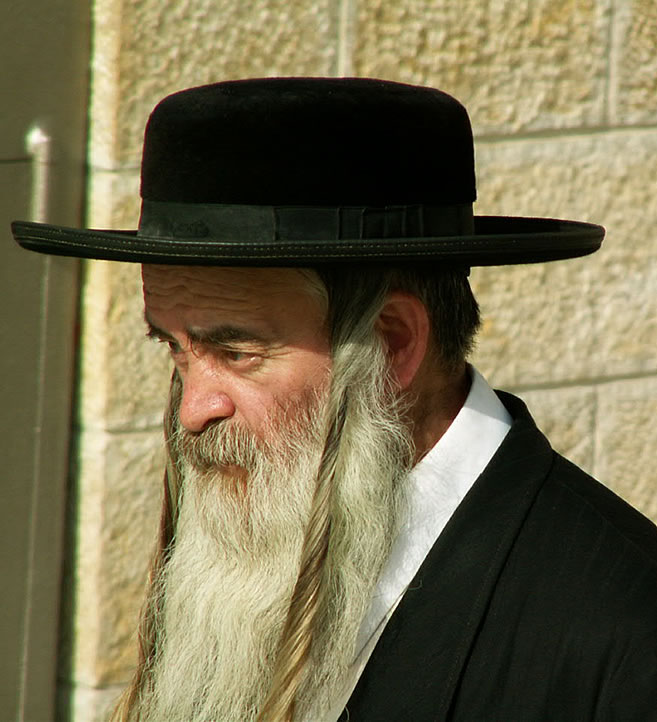
Ортодоксальный еврей с длинными пейсами

Пейсы (пеот, ивр. פאות‎) — неподстриженные волосы на висках, традиционный элемент причёски религиозных евреев-мужчин. Согласно обычаям иудаизма, верующие мужчины носят пейсы, бороду и покрывают голову.
В Торе есть заповедь, запрещающая выбривать пеот — волосы на висках. Несмотря на то, что существует принцип, согласно которому нужно стараться исполнить заповедь по возможности наилучшим образом, это относится только к предписаниям Торы, а не к запретам. И любая длина волос на висках достаточна, если очевидно, что это место не выбрито. Но во многих общинах — из уважения к этой заповеди и желания отличаться от нееврейского окружения — было принято оставлять длинные пряди волос на висках — пейсы.
Длина пейсов зависит от традиции конкретной общины или местности, поскольку «обычай в Израиле приравнивается к заповеди Торы», и каждый еврей сам решает для себя, какой длины носить пейсы.
В Российской империи при Николае I постановлением Совета управления (6 ноября 1845 г.) — о сборе с еврейской одежды — одновременно было объявлено, что евреи могли заменить свою традиционную одежду той, которая употребляется в крае; если же они желали носить русское платье, то могли сохранить бороды, но отнюдь не пейсы.